# Girls on Top
Ne doit pas être confondu avec la série télévisée britannique Girls on Top (en)
Albums de BoA
Best of Soul
(2005) Outgrow
(2006)
Girls on Top est le cinquième album coréen de BoA.

## Liste des titres
Les singles sont en gras
1. "MOTO"
2. "Do You Love Me?" (둘이 함께)
3. "Girls on Top"
4. "오늘 그댈 본다면" (If you were here)
5. "Love Can Make A Miracle"
6. "Addiction" (집착)
7. "Freak In Me"
8. "공중정원" (Garden In The Air)
9. "I Spy"
10. "Can't Let Go"
11. "Heroine" (시선)
12. "숨..." (Breathe Again)
13. "가을편지" (Autumn Letter)" 
---
14. "Girls On Top" (Chinese Version)
15. "Girls ON Top MV" (Playback on computer only)

## Bonus VCD (Overseas Version MOTO Repackage)
1. Girls On Top (MV)
2. MOTO (MV)
3. Making of Girls On Top MV (with Chinese Subtitles)

## Bonus DVD (Version Japonaise)
1. MOTO (MV)
2. Girls On Top (MV)